# بين ويلينغتون
بين ويلينغتون (30 أبريل 1974 في المملكة المتحدة - )  (بالإنجليزية: Ben Wellington)‏ هو لاعب كريكت بريطاني. لعب مع Somerset Cricket Board ‏.